# Zhao Dan
Zhao Dan (14 december 2002) is een Chinees skeletonster.

## Carrière
Zhao maakte haar debuut in het seizoen 2021/22 waar ze deelnam aan vier wereldbekerwedstrijden. Ze eindigde 26e in het algemene klassement.
Ze nam namens China deel aan de Olympische Winterspelen en als negende eindigde.

## Resultaten

### Olympische Spelen
| Jaar | Plaats | Resultaat |
| ---- | ------ | --------- |
| 2022 | Peking | 9e        |

### Wereldkampioenschappen
| Jaar | Plaats       | Resultaat                       |
| ---- | ------------ | ------------------------------- |
| 2023 | Sankt Moritz | 12e Individueel 5e Gemengd team |

### Wereldbeker
Eindklasseringen
| Seizoen   | Rang |
| --------- | ---- |
| 2021/2022 | 26e  |
| 2022/2023 | 12e  |